# Kraftwerk Solbergfoss
Das Kraftwerk Solbergfoss ist ein Laufwasserkraftwerk in der Kommune Indre Østfold, Provinz Østfold, Norwegen. Es staut die Glomma, den längsten Fluss Norwegens, auf. Die Stadt Askim liegt ca. 5 km südlich des Kraftwerks.
Mit dem Bau des Kraftwerks wurde 1913 begonnen. Für den Bau wurde die Bahnstrecke Askim–Solbergfoss errichtet. Es ging 1924 in Betrieb. Das Kraftwerk ist mehrheitlich im Besitz von E-CO Energi (64,4 %; Statkraft 35,6 %) und wird auch von diesen betrieben.

## Absperrbauwerk
Das Absperrbauwerk besteht aus einer Gewichtsstaumauer. Die Maschinenhalle des Kraftwerks Solbergfoss I liegt parallel zum Ufer.

## Kraftwerk Solbergfoss
Als durchschnittliche Jahreserzeugung werden 900 Mio. kWh angegeben. Die Fallhöhe beträgt 14 (bzw. 21) m.

### Kraftwerk Solbergfoss I
Das Kraftwerk Solbergfoss I verfügt mit 13 Francis-Turbinen über eine installierte Leistung von 108 MW. Die durchschnittliche Jahreserzeugung liegt bei 350 Mio. kWh. Der maximale Durchfluss beträgt 650 m³/s.
Solbergfoss I wurde von 1913 bis 1924 errichtet. Für den Transport des Baumaterials wurde die Bahnstrecke Askim–Solbergfoss gebaut.

### Kraftwerk Solbergfoss II
Das Kraftwerk Solbergfoss II verfügt mit 1 Kaplan-Turbine über eine installierte Leistung von 100 MW. Die durchschnittliche Jahreserzeugung liegt bei 550 Mio. kWh. Der maximale Durchfluss beträgt 550 m³/s.
Solbergfoss II wurde von 1979 bis 1985 errichtet.